# امتياز طبقي

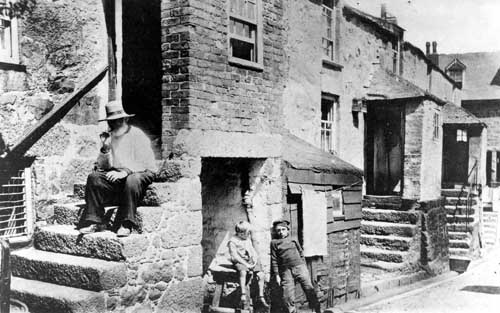

الامتياز الطبقي (بالإنجليزية: Class discrimination) هو التحامل أو التمييز ضد طبقة اجتماعية معينة، وهو شيء لا يزال يحدث في عدة مجتمعات حول العالم. يشمل الامتياز الطبقي السلوكيات الفردية والتصرفات وأنظمة السياسات والممارسات التي تُطبق لخدمة الطبقة العليا على حساب الطبقة السفلى أو العكس. تُشير الطبقة الاجتماعية إلى تقسيم الأفراد إلى تسلسل اجتماعي بناء على الثروة والدخل والتعليم والوظيفة والشبكة الاجتماعية.

## التاريخ
تنتشر اللا مساواة الجنسية الاقتصادية الاجتماعية والعرقية في الإنجازات الأكاديمية بصورة واسعة في الولايات المتحدة، ولكن ليس مفهوما جيدا كيف تتداخل هذه المحاور الثلاثة لتحدد النتائج الأكاديمية وغير الأكاديمية بين الأطفال في عمر المدرسة.
وُجدت الهياكل الطبقية في صورة مبسطة في المجتمعات ما قبل الزراعة، ولكنها قد تطورت إلى صورة أكثر تعقيدا واستقرارا بعد تأسيس الحضارات المعتمدة على الزراعة وتحقيق فائض من الغذاء. بدأ الامتياز الطبقي في الظهور في حوالي القرن الثامن عشر.

## الامتياز الطبقي الفردي والمؤسسي
يمكن أن يشير مصطلح الامتياز الطبقي إلى الأحكام المسبقة ضد الطبقات الدنيا بالإضافة إلى الامتياز الطبقي المؤسسي، كما يشير مصطلح عنصرية إلى إما الأحكام الفردية المسبقة أو سياسة التفرقة العنصرية. يمكن تعريف الأولى على أنها «الصورة التي يظهر بها الامتياز الطبقي بصورة واعية أو غير واعية في مؤسسات المجتمع المختلفة».
كما في الطبقات الاجتماعية، يحدد الاختلاف في الحالات الاجتماعية بين الناس كيفية تصرفهم تجاه بعضهم البعض والأحكام المسبقة التي يحملونها تجاه بعضهم البعض. لا يختلط الناس من الطبقة العليا عادة مع الناس من الطبقة الدنيا وكثيرا ما يتمكنون من التحكم في نشاطات الناس من خلال سن القوانين المؤثرة والأسس الاجتماعية.

## تصور وسائل الإعلام
يمكن رؤية الامتياز الطبقي في العديد من الصور في وسائل الإعلام كالبرامج التلفزيونية والأفلام ووسائل التواصل الاجتماعي. يُظهر الامتياز الطبقي في وسائل الإعلام معرفة شعور الناس وتفكيرهم بخصوص الامتياز الطبقي. عند رؤية الامتياز الطبقي في الأفلام وبرامج التلفاز، يتأثر الناس ويعتقدون أن الأشياء مشابهة لذلك في الحياة الواقعية أيا كانت الطبقة المعروضة. لوسائل الإعلام تأثير كبير على العالم حاليا ويمكن تسليط الضوء على شيء مثل الامتياز الطبقي من زوايا متعددة. عادة ما يتم تصوير الناس ذوي الدخل المحدود في وسائل الإعلام كأشخاص قذرين يفتقدون التعليم والأخلاق وعادة ما يكونوا مشردين. في كل من الناحيتين، يستقبل الناس ما يرونه، سواء كان صحيحا أم لم يكن صحيحا كما يصدقون ما يريدون أن يصدقوه. يستخدم الناس وسائل الإعلام ليتعلموا المزيد عن الطبقات الاجتماعية المختلفة، أو يستخدموا وسائل الإعلام ليؤثروا في غيرهم وفي ما يؤمنون به. في بعض الطبقات، يتأثر بعض الناس الذين تم تصويرهم بشكل سيء في وسائل الإعلام في المدارس والحياة الاجتماعية كما في «المراهقين الذين ترعرعوا في فقر تعرضوا إلى مستويات أعلى من التمييز، وكلما كان المراهق أفقر، كلما تعرضوا للمزيد من التمييز».
أحد أشهر الأمثلة في وسائل الإعلام هي الشخصية الخيالية هومر سيمبسون من ذا سيمبسونز والذي يتم تصويره على أنه رجل غبي أحمق أصلع يفتقد التعليم والأخلاق.

## التشريعات
تحتوي الاتفاقية الأوروبية لحقوق الإنسان على حماية ضد تمييز الطبقات الاجتماعية، ولكن وقعت دول قليلة وصدقت على هذه الحماية. أقرت الدول التي وقعت ووافقت على ذلك على قوانين محلية ضد تمييز القرى بسبب الطبقة الاجتماعية (بنفس طريقة تشريع قوانين ضد العنصرية والتمييز على أساس الجنس والتفرقة العمرية).